# 秦繼宗
秦繼宗（1575年—？），字敬伯，號西汀，湖廣黃州府黃岡縣民籍，蘄水縣人，明朝政治人物、經學家。

## 生平
萬曆二十二年（1594年）甲午科湖廣鄉試第一名舉人（解元），三十四年（1606年）任饒陽縣教諭，三十八年（1610年）中式庚戌科會試第七十六名，三甲第二百六名進士。兵部觀政，改南京武學教授，四十一年（1613年）升國子監學正，四十二年（1614年）升南京戶部雲南司主事，管北新關，四十四年（1616年）升郎中。

## 著作
著有《禮記疏意》、《綱鑑要略》諸書。

## 家族
曾祖秦允正；祖父秦欽；父秦必富。母吳氏；生母陳氏。永感下。兄秦繼賢、秦繼聖，弟秦繼成。